# Herrarnas +110 kg i tyngdlyftning vid olympiska sommarspelen 1980
Herrarnas tyngdlyftning i +110-kilosklassen vid olympiska sommarspelen 1980 hölls den 30 juli 1980 i Izmailovo Sports Palace i Moskva.

## Tävlingsformat
Varje tyngdlyftare får tre försök i ryck och stöt. Deras bästa lyft i de båda kombineras till ett totalt resultat. Om någon tävlande misslyckas att få ett godkänt lyft, så blir de utslagna. Ifall två tyngdlyftare hamnar på samma resultat, är idrottaren med lägre kroppsvikt vinnare.

## Resultat
| Plats | Idrottare                | Kroppsvikt | Ryck (kg) | Ryck (kg) | Ryck (kg) | Ryck (kg) | Stöt (kg) | Stöt (kg) | Stöt (kg) | Stöt (kg) | Totalt |
| Plats | Idrottare                | Kroppsvikt | 1         | 2         | 3         | Resultat  | 1         | 2         | 3         | Resultat  | Totalt |
| ----- | ------------------------ | ---------- | --------- | --------- | --------- | --------- | --------- | --------- | --------- | --------- | ------ |
| 1     | Sultan Rachmanov (URS)   | 145,25     | 185       | 190       | 195       | 195       | 230       | 237,5     | 245       | 245       | 440    |
| 2     | Jürgen Heuser (GDR)      | 133,95     | 182,5     | 182,5     | 187,5     | 182,5     | 227,5     | 227,5     | 242,5     | 227,5     | 410    |
| 3     | Tadeusz Rutkowski (POL)  | 124,90     | 175       | 180       | 182,5     | 180       | 222,5     | 227,5     | 230       | 227,5     | 407,5  |
| 4     | Rudolf Strejček (TCH)    | 133,10     | 182,5     | 187,5     | 187,5     | 182,5     | 220       | 225       | 225       | 220       | 402,5  |
| 5     | Bohuslav Braum (TCH)     | 148,45     | 180       | 180       | 180       | 180       | 212,5     | 217,5     | 222,5     | 217,5     | 397,5  |
| 6     | Francisco Méndez (CUB)   | 134,30     | 175       | 180       | 180       | 175       | 220       | 230       | 230       | 220       | 395    |
| 7     | Robert Skolimowski (POL) | 148,50     | 175       | 175       | 180       | 175       | 210       | 222,5     | 222,5     | 210       | 385    |
| 8     | Talal Najjar (SYR)       | 133,30     | 145       | 152,5     | 157,5     | 157,5     | 200       | 205       | 207,5     | 205       | 362,5  |
| -     | Jouko Leppä (FIN)        | 149,70     | 150       | 155       | 160       | 160       | 210       | 210       | 210       | -         | DNF    |
| -     | Marin Parapancea (ROU)   | 115,30     | 162,5     | 162,5     | 162,5     | -         | -         | -         | -         | -         | DNF    |
| -     | Gerardo Fernández (CUB)  | 128,00     | 170       | 170       | 170       | -         | -         | -         | -         | -         | DNF    |
| -     | Vasilij Aleksejev (URS)  | 161,75     | 180       | 180       | 180       | -         | -         | -         | -         | -         | DNF    |

## Nya rekord
| Ryck | 195,0 kg | Sultan Rachmanov (URS) | OR |